# Robert Dineen
Robert Francis "Bob" Dineen (Nova Iorque, Nova Iorque, 8 de julho de 1935 – Berg-Kampenhout, Bélgica, 15 de fevereiro de 1961) foi um patinador artístico americano, que competiu na dança no gelo com sua esposa Patricia Dineen. Ele foi medalhista de bronze do campeonato nacional americano em 1961.
Dineen morreu no acidente com o voo Sabena 548 nas imediações do Aeroporto de Bruxelas, quando viajava junto com a delegação dos Estados Unidos para disputa do Campeonato Mundial que iria acontecer em Praga, na Tchecoslováquia.

## Principais resultados

### Com Patricia Dineen
| Resultados                             | Resultados        | Resultados      | Resultados        | Resultados | Resultados | Resultados | Resultados | Resultados | Resultados | Resultados | Resultados | Resultados | Resultados | Resultados |
| Nacional                               | Nacional          | Nacional        | Nacional          | Nacional   | Nacional   | Nacional   | Nacional   | Nacional   | Nacional   | Nacional   | Nacional   | Nacional   | Nacional   | Nacional   |
| Evento/Temporada                       | 1958– 1959        | 1959– 1960      | 1960– 1961        |            |            |            |            |            |            |            |            |            |            |            |
| -------------------------------------- | ----------------- | --------------- | ----------------- | ---------- | ---------- | ---------- | ---------- | ---------- | ---------- | ---------- | ---------- | ---------- | ---------- | ---------- |
| Campeonato dos Estados Unidos          |                   |                 | Medalha de bronze |            |            |            |            |            |            |            |            |            |            |            |
| Campeonato dos Estados Unidos – Júnior | Medalha de bronze | Medalha de ouro |                   |            |            |            |            |            |            |            |            |            |            |            |
|                                        |                   |                 |                   |            |            |            |            |            |            |            |            |            |            |            |